# 卡瓦達爾齊市鎮

卡瓦達爾齊市鎮在北馬其頓的位置

卡瓦達爾齊市鎮是北馬其頓共和國的一個市镇，行政中心为卡瓦達爾齊，属于瓦尔达尔统计区，總面積992.44平方公里，2002年人口38,741。
該市镇西臨普里萊普市鎮，北接查什卡市镇和羅索曼市鎮，東北面是內戈蒂諾市鎮，東鄰代米尔卡皮亚市镇和蓋夫蓋利亞市鎮，南接希臘。

## 外部連結
- 官方网站